# Protein geranilgeraniltransferaza tip II
Protein geranilgeraniltransferaza tip II (EC 2.5.1.60, GGTaseII, Rab geranilgeraniltransferaza, RabGGTaze, geranilgeranil-difosfat,geranilgeranil-difosfat:protein-cistein geraniltransferaza) je enzim sa sistematskim imenom geranilgeranil-difosfat:protein-cistein geraniltransferaza. Ovaj enzim katalizuje sledeću hemijsku reakciju
geranilgeranil difosfat + protein-cistein {\displaystyle \rightleftharpoons } S-geranilgeranil-protein + difosfat
Ovaj enzim zajedno sa proteinskom farneziltransferazom (EC 2.5.1.58) i proteinskom geranilgeraniltransferazom tip I (EC 2.5.1.59) sačinjava proteinsku preniltransferaznu familiju enzima.

## Spoljašnje veze
- Protein+geranylgeranyltransferase+type+II на 